# Get What You Deserve
Get What You Deserve es el sexto álbum de la banda de thrash metal alemana Sodom, publicado el 10 de enero de 1994 por Steamhammer/SPV. Existe una versión alternativa de la carátula en la que aparecen los tres músicos de la banda, pues la portada original fue fuertemente censurada por la violencia explícita en su contenido.

## Lista de canciones
- 1. "Get What You Deserve" – 3:44
- 2. "Jabba the Hut" – 2:29
- 3. "Jesus Screamer" – 1:42
- 4. "Delight in Slaying" – 2:40
- 5. "Die Stumme Ursel" – 3:47
- 6. "Freaks of Nature" – 2:07
- 7. "Eat Me" – 3:22
- 8. "Unbury the Hatchet" – 2:28
- 9. "Into Perdition" – 2:45
- 10. "Sodomized" – 2:43
- 11. "Fellows in Misery" – 2:18
- 12. "Tribute to Moby Dick" (Instrumental) – 4:21
- 13. "Silence is Consent" – 2:30
- 14. "Erwachet" – 2:17
- 15. "Gomorrah" – 2:19
- 16. "Angel Dust" – 2:39 (Cover Venom)

## Créditos
- Tom Angelripper - Voz, bajo
- Andy Brings - Guitarra
- Atomic Steif - Batería